# Caiapônia (ort)
Caiapônia är en ort i Brasilien.   Den ligger i kommunen Caiapônia och delstaten Goiás, i den centrala delen av landet, 400 km väster om huvudstaden Brasília. Caiapônia ligger 720 meter över havet och antalet invånare är 10 947.
Terrängen runt Caiapônia är huvudsakligen platt, men västerut är den kuperad. Terrängen runt Caiapônia sluttar österut. Trakten runt Caiapônia är nära nog obefolkad, med mindre än två invånare per kvadratkilometer..
Omgivningarna runt Caiapônia är huvudsakligen savann.